# Chang'e 3
Chang'e 3 (pronunție: /tʃæŋˈʌ/; chineză: 嫦娥三号; pinyin: Cháng'é Sānhào; literal: „Chang'e No. 3”) este o misiune robotică de explorare lunară operată de Administrația Națională Spațială Chineză (CNSA), care include un modul de aterizare robotizat și primul rover lunar al Chinei. A fost lansată în decembrie 2013, ca parte a celei de-a doua faze a Programului chinez de explorare lunară.
Nava spațială a fost numită după Chang'e, zeița Lunii în mitologia chineză, și este o continuare a orbitatoarelor lunare Chang'e 1 și Chang'e 2. Roverul a fost numit Yutu (în chineză: 玉兔; lit. „Iepure de jad”) în urma unui sondaj online, după iepurele mitologic care trăiește pe Lună ca animal de companie al zeiței Lunii..
Chang'e 3 a atins orbita lunară la 6 decembrie 2013, și a aterizat la 14 decembrie 2013, devenind prima navă spațială care a aterizat pe Lună de la Luna 24 a Uniunii Sovietice în 1976 și a treia țară care reușește această performanță. La 28 decembrie 2015, Chang'e 3 a descoperit un nou tip de rocă bazaltică, bogată în ilmenit, un mineral negru.